# Бонні Гармус
Бонні Джин Ґармус (нар. 18 квітня 1957) — копірайтерка/креативна директорка, яка працювала для широкого кола клієнтів у США та за кордоном, зосереджуючись насамперед на технологіях, медицині та освіті. Родом із Сіетла, де брала участь у змаганнях з веслування, жила в Швейцарії та Колумбії. Зараз живе в Лондоні з чоловіком і собакою.
У квітні 2022 року вийшов її дебютний роман «Уроки хімії».